# 貝奧武夫冰川
貝奧武夫冰川（英語：Beowulf Glacier），是南極洲的冰川，位於維多利亞地的斯科特海岸，處於阿斯加德山脈地區，流經邁姆冰川和羅恩冰川，在1983年由新西蘭南極名稱諮詢委員會命名，現時由南極條約體系管理。